# Bryan Burk
Bryan Burk, född 30 december 1968, är en amerikansk filmproducent och manusförfattare. Han har flera gånger samarbetat med J.J. Abrams och varit producent för dennes filmer samt TV-serier.